# Manuel Cascón Briega
Manuel Cascón Briega (Oviedo, 1895-Paterna, 1939) fue un militar español, coronel de Intendencia, piloto militar, fue jefe de la Aviación Militar de la República durante el último mes de la guerra civil española. Fue fusilado por el bando franquista en aplicación de sentencia de consejo de guerra sumarísimo.

## Biografía

### Primeros años y formación militar
Aunque nacido en Oviedo, donde estaba destinado su padre, el militar Avelino Cascón Martínez, se crio desde niño en Ciudad Rodrigo (Salamanca). Ingresó en la Academia de Intendencia Militar (Ávila) en 1912, donde cursó estudios con su hermano Pedro y el aristócrata Ignacio Hidalgo de Cisneros, con el que trabó una sólida amistad. Ambos terminaron la Academia en 1916 con el empleo de oficial 3.º de Intendencia. Manuel Cascón fue destinado a la comandancia de Melilla, con el cometido de jefe de convoyes de aprovisionamiento a unidades de primera línea. En 1918 es ascendido a teniente por antigüedad.

### Carrera militar
En 1919 se incorporó al 10.º curso de la escuela militar de pilotos de los aeródromos madrileños de Cuatro Vientos (clases teóricas) y Getafe (prácticas de vuelo), junto con Ramón Franco e Ignacio Hidalgo de Cisneros, entre otros. En octubre de 1921, Cascón e Hidalgo ingresaron en la 2.ª escuadrilla de Bristol F.2B, bajo el mando del capitán Felipe Díaz Sandino, que en abril de 1922 se integró en el grupo de escuadrillas de Melilla (base de Tauima), participando en numerosas acciones de bombardeo. En marzo de 1923 ascendió a capitán por antigüedad y en julio fue destinado al grupo de caza de Getafe. Poco después pasó una temporada en Oxford para estudiar inglés, siendo destinado de nuevo al Protectorado español de Marruecos en marzo de 1924 con un caza Nieuport. En octubre de 1925 formó parte de una escuadrilla de cazas que hizo una demostración de vuelo en Salamanca y Ciudad Rodrigo.
En agosto de 1925 sufrió un arresto al manifestar, actuando como defensor en un consejo de guerra, que el Directorio del general Primo de Rivera estaba fuera de la ley. Más tarde se incorporó al grupo de escuadrillas de León (aeródromo Virgen del Camino). En 1926 es destinado a la escuadra de instrucción (grupo de Cuatro Vientos) y en 1927 al Grupo 14 de caza de Los Alcázares (Murcia). En 1928 regresó a la escuadra de instrucción (grupo de Getafe), para pasar poco después al grupo 21 de León, como jefe de escuadrilla.
En 1930 es nombrado Ayudante de la Escuadra, pero en diciembre la sublevación de Jaca y de Cuatro Vientos tuvo graves consecuencias para el Servicio de Aviación Militar. Aparte del exilio de Gonzalo Queipo de Llano, Ramón Franco e Hidalgo de Cisneros, el decreto de reorganización de enero de 1931 dejó la Aeronáutica Militar reducida a escombros. Cascón pidió el pase a la situación “B”, quedando disponible con residencia en Madrid. Se le impuso un arresto de un mes por trasladarse sin permiso a Ciudad Rodrigo. Tras la proclamación de la República el 14 de abril de 1931 pidió el reingreso inmediato, siendo destinado a la escuadra 1 de Getafe. Su estricta observancia de las normas de régimen interior y de las relativas a los servicios de guardia, cuartel y cocina, le granjearon no pocas enemistades con algunos compañeros y superiores y una gran impopularidad entre los soldados del aeródromo. Durante estos años impartió cursos de vuelo sin visibilidad, caza Nieuport, trimotores Junkers D.30 y Fokker F.VII, navegación aérea y polimotores.

### Guerra Civil
El alzamiento militar le sorprendió como jefe del grupo de caza 11 de Getafe, cuyo acuartelamiento no se sublevó. Sin dudarlo un momento contribuyó eficazmente a reducir la sublevación del vecino Regimiento de Artillería ligera núm. 1, gracias a su liderazgo y capacidad de organización. El 20 de julio, el capitán Cascón protagonizó el primer combate aéreo de la guerra civil, pilotando un Nieuport 52, desde el que alcanzó a un Breguet 19 sublevado.
Manuel Cascón y su hermano Pedro, comandante de Intendencia, quedaron aislados de su familia, residente en Ciudad Rodrigo, en zona controlada por los sublevados, donde fue víctima de la represión. La familia de la novia de Manuel, María Rodríguez Aguado, sufrió represión por parte de las milicias populares.
En septiembre de 1936, siendo Hidalgo de Cisneros jefe de la Aviación Militar de la República, fue nombrado jefe de las fuerzas aéreas del Norte, con cuartel general en Santander. Los medios de que disponía eran muy escasos y fueron reforzados con una escuadrilla de “Alas Rojas” procedentes de Cataluña. En noviembre llegaron 19 aparatos de caza Polikarpov I-15. Cascón fue ascendido a comandante. En enero de 1937 fue relevado del mando para hacerse cargo de la expedición de 191 jóvenes que salían destinados para formarse como pilotos en Kirovabad (URSS) en los aparatos Polikarpov I-15 (“Chato”) y Polikarpov I-16 (“Mosca”).
A su regreso a España fue ascendido a teniente coronel por méritos de guerra y nombrado jefe de la 2.ª Región Aérea e Inspector jefe de las escuelas de vuelo, participando activamente en la formación de nuevas promociones de pilotos. En 1938 es ascendido a coronel de Intendencia.
Al formarse el Consejo Nacional de Defensa del coronel Casado, Cascón fue nombrado jefe de la Aviación Militar, con puesto de mando en el aeródromo de Los Llanos (Albacete). En todo momento manifestó su voluntad de permanecer en España, sin abandonar a sus subordinados. Cuando el Consejo Nacional de Defensa dio la orden de rendición, Cascón a su vez ordenó a las unidades a su mando que entregasen todo el material en el mejor estado posible y que los aviones (más de cien) se presentaran en Barajas.
Cascón participó en una reunión, el 27 de marzo de 1939, en Los Llanos, para tratar de la entrega de los aviones en Barajas, con el teniente coronel Leocadio Mendiola, el teniente coronel Alonso Vega, el mayor José María del Romero y el capitán Julián Barbero. El coronel Cascón les informó de lo tratado en Madrid con la Junta de Casado y les dejó libertad para elegir: entrega en Barajas o exilio. De los 20 Katiuskas disponibles, 17 se entregaron en Barajas y tres fueron utilizados para salir de España, pilotados por Leocadio Mendiola, Ananías Sanjuan y Juan Sospedra, que volaron hasta Orán (Argelia).
Antes de salir al exilio, Leocadio Mendiola intentó convencer al coronel Cascón de que saliera con ellos, y le contestó:

-¡Soy el Jefe de Aviación y debo permanecer en mi puesto!

-Mi coronel, le fusilarán.

-¡Cometerán un grave error! Mendiola, que tenga usted un feliz viaje y buena suerte.

Así pues, tras la huida de Casado y la salida del coronel Camacho, Jefe de la Aviación de la zona centro-sur, fue el coronel Cascón quien permaneció en su puesto para hacer entrega de los aviones republicanos a los "nacionales", cumpliendo así una de las 10 normas para la rendición que habían impuesto los representantes de Franco a los enviados de Casado en las "negociaciones" del aeródromo de Gamonal, cercano a Burgos. Cascón tuvo la posibilidad de huir pero se quedó porque no podía abandonar a sus hombres y dejarlos en la estacada. También confió en las promesas del "Generalísimo" Franco de que no habría represalias para aquellos militares profesionales que, como él, no hubieran pertenecido a ningún partido político y se habían limitado a cumplir órdenes. Por ello ordenó que nadie se moviese de su puesto, ni destruyese material de ninguna clase.
Las primeras tropas de los vencedores en llegar a la base de Albacete fueron italianos que se comportaron con corrección, pero después apareció el comandante "nacional" de Aviación, Gerardo Fernández Pérez, que, después de humillar al coronel Cascón, reunió a todos los jefes y oficiales del Estado Mayor de la aviación republicana y les dijo:

¿Qué se han creído Vds.? ¿Que han perdido unas elecciones? ¡Nada de eso! ¡Han perdido una guerra con todas sus consecuencias! Y no piensen en la cárcel, pues luego vienen los indultos. ¡Piensen que serán condenados a muerte y fusilados!

### Posguerra y represión
Los jefes y oficiales fueron trasladados a Valencia donde fueron juzgados mediante procedimiento sumarísimo por el Consejo de Guerra Permanente de Aviación acusados del "delito de rebelión militar", aplicándoles la "monstruosa ficción jurídica de que en el mismo momento de la sublevación del 18 de julio de 1936 el poder legítimo había pasado a los sublevados".
El consejo de guerra contra Cascón se celebró el 20 de julio de 1939 y durante la sesión, cuando el fiscal se refirió a él como "coronel de la Aviación roja", Cascón le replicó: "De ninguna manera. Soy coronel de la Aviación republicana". Y cuando le acusó de rebelión protestó: "Yo no me rebelé nunca. Quienes os habéis rebelado habéis sido vosotros". Cascón, como otros compañeros suyos, fue condenado a muerte el mismo día 20 de julio y ejecutado en Paterna el 3 de agosto junto a los comandantes Luis Iglesias Gracia y Ramón Pruñonosa Ferreres. Se le denegó su última voluntad: ostentar el mando del piquete encargado de fusilarle. Además, la vivienda que poseía en El Viso (Madrid) fue incautada y "ocupada" por Francisco Javier Echanove Guzmán, comandante de Artillería franquista que actuó en el "juicio" como testigo de cargo de la acusación.